# We Were Soldiers
We Were Soldiers är en amerikansk krigsfilm från 2002 som utspelar sig under Vietnamkriget.

## Handling
Hal Moore beskriver sina egna krigserfarenheter från slaget vid Ia Drang 15 november 1965 då han tjänstgjorde som befälhavare över ett förband i USA:s armé. Slaget vid Ia Drang var den första större krigshandlingen av amerikansk trupp mot nordvietnamesiska trupper. Filmen beskriver de fasor och hur oförberett man gav sig in i strid och några av de dagar som slaget rasade. Kärnpunkten som i så många krigsdraman på senare tid är att man visar hur soldaterna inte slogs för politiska mål, utan för att skydda sina kamrater som i vissa fall är den enda familjen man har.
Filmen utspelar sig under förberedelser och på själva platsen för de dagar slaget rasade under mitten av november 1965 och hemma på förbandet där Hal Moores hustru Julie Moore informerade anförvanter till de stupade soldater och befäl.

## Rollista
| Mel Gibson       | – överstelöjtnant Hal Moore        |
| Madeleine Stowe  | – Julie Moore                      |
| Greg Kinnear     | – major Bruce 'Snake' Crandall     |
| Sam Elliott      | – fanjunkare Basil Plumley         |
| Chris Klein      | – fänrik Jack Geoghegan            |
| Keri Russell     | – Barbara Geoghegan                |
| Barry Pepper     | – Joe Galloway                     |
| Duong Don        | – överstelöjtnant Nguyen Huu An    |
| Ryan Hurst       | – sergeant Ernie Savage            |
| Robert Bagnell   | – premiärlöjtnant Charlie Hastings |
| Marc Blucas      | – fanjunkare Henry Herrick         |
| Josh Daugherty   | – Sp4 Robert Ouellette             |
| Jsu Garcia       | – kapten Tony Nadal                |
| Jon Hamm         | – kapten Matt Dillon               |
| Clark Gregg      | – kapten Tom Metsker               |
| Dylan Walsh      | – kapten Robert Edwards            |
| Taylor Momsen    | – Julie Moore                      |
| Luke Benward     | – David Moore                      |
| Devon Werkheiser | – Steve Moore                      |

## Om filmen
Filmen regisserades av Randall Wallace, som skrev manuset till Braveheart och Pearl Harbor. Filmen bygger på romanen We Were Soldiers Once ... And Young av pensionerade generallöjtnanten (vid tidpunkten för slaget överstelöjtnant) Harold G. (Hal) Moore och krigskorrespondenten Joseph L. Galloway.
Fler verkliga, kända personer i filmen är krigskorrespondenten Joe Galloway, som räknas som en av de skickligaste och erhöll Bronze Star Medal för mod, den ende civilisten som har tilldelats denna utmärkelse. Två personer som deltog i slaget erhöll USA:s högsta militära utmärkelse, Medal of Honor. 
Historiskt sett var sammandrabbningen samtidigt unik i att det var en ny sort krigföring USA hade försökt sig på med luftlandsättning av infanterister med helikopter. Förbandet hade samtidigt bytt namn till 7:e kavalleriet, vilket Moore noterar var samma namn som General George Armstrong Custers förband som tillintetgjordes i slaget vid Little Bighorn 1876.

## Visning i Sverige
Filmen hade svensk premiär 31 maj 2002 på biograferna BioPalatset, Filmstaden Sergel, Filmstaden Söder och Saga i Stockholm.